# قطعنامه ۹۱۸ شورای امنیت
قطعنامه  ۹۱۸ شورای امنیت سازمان ملل متحد که در تاریخ ۱۷ مه ۱۹۹۴ تصویب شد، سندی بین‌المللی دربارهٔ وضعیت در رواندا است. این قطعنامه طی نشست ۳۳۷۷ام    تصویب شد.